# Adam Robitel
Adam Robitel (* 26. Mai 1978 in Boston) ist US-amerikanischer Filmregisseur, Drehbuchautor und Schauspieler.

## Ausbildung
Robitel studierte an der USC School of Cinematic Arts Filmproduktion und Schauspiel.

## Filmografie (Auswahl)

### Als Drehbuchautor/Regie
- 2014: The Taking of Deborah Logan (Regie, Drehbuch)
- 2015: Paranormal Activity: The Ghost Dimension (Drehbuch)
- 2018: Insidious: The Last Key (Regie)
- 2019: Escape Room (Regie)
- 2021: Escape Room 2: No Way Out (Escape Room: Tournament of Champions) (Regie)

### Als Schauspieler
- 2000: X-Men
- 2002: The Rules of Attraction
- 2005: 2001 Maniacs
- 2006: Return to Sender
- 2010: 2001 Maniacs 2 – Es ist angerichtet
- 2011: Chillerama
- 2011: One for the Road
- 2012: Cut/Print
- 2015: Contracted: Phase II
- 2019: Escape Room